# Torneo Apertura 2022 (Honduras)
El Torneo Apertura 2022 (también llamado Liga Betcris de Apertura 2022, por motivos de patrocinio), fue la 82.ª edición de la Liga Nacional de Honduras, siendo el primer torneo de la Temporada 2022-23. Comenzó a disputarse el 30 de julio y culminó el 17 de diciembre de 2022.

## Sistema de competición

### Fase de clasificación
En la fase de clasificación se observará el sistema de puntos. La ubicación en la tabla general está sujeta a lo siguiente:
- Por juego ganado se obtendrán tres puntos.
- Por juego empatado se obtendrá un punto.
- Por juego perdido no se otorgan puntos.

El campeonato se jugará con un sistema de «Todos contra Todos» entre los diez equipos participantes. Los partidos estarán definidos en 18 jornadas, y al finalizar las mismas los primeros dos lugares clasificarán de manera automática a las semifinales, mientras que los equipos que ocuparon el 3°, 4°, 5° y 6° puesto tendrán que jugar la «Liguilla final» (repechajes) en partidos de ida y vuelta; el resto de los equipos quedará sin ninguna opción a pelear por el título.

### Fase final
La fase final se definirá por las siguientes etapas:
- Repechajes
- Semifinales
- Final

A las semifinales clasificarán los dos equipos vencedores de la «Liguilla final» y los antes clasificados de manera directa. Cada uno de estos cuatro equipos se enfrentarán en dos partidos (ida y vuelta) y el que logre anotar el mayor número de goles obtendrá un cupo en la «Gran Final». De existir empate en el número de goles anotados, la clasificación se definirá a través del Reglamento, es decir, el equipo que haya terminado en mejor posición en la tabla general del Apertura 2022.
Disputarán el título de Campeón del Torneo de Apertura 2022 los dos clubes vencedores de la fase semifinal correspondiente, reubicándolos del uno al dos, de acuerdo a su mejor posición en la Tabla de Clasificación al término de la jornada 18.

## Información de los equipos

### Ascenso y descenso
| Pos | a la Liga Nacional |
| --- | ------------------ |
| 1º  | Olancho            |

| Pos | a la Liga de Ascenso |
| --- | -------------------- |
| 10º | Platense             |

### Equipos participantes
| Equipo            | Ciudad                        | Entrenador       | Capitán          | Estadio                  | Capacidad | Fundación | Indumentaria | Patrocinador       | Televisora        |
| ----------------- | ----------------------------- | ---------------- | ---------------- | ------------------------ | --------- | --------- | ------------ | ------------------ | ----------------- |
| Honduras Progreso | El Progreso, Yoro             | Jhon Jairo López | Edwin Maldonado  | Humberto Micheletti      | 5.500     | 1965      | Huriver      | Tigo               | Tigo Sports       |
| Marathón          | San Pedro Sula, Cortés        | Manuel Keosseian | Allans Vargas    | Yankel Rosenthal         | 15.500    | 1925      | Joma         | JVC                | TVC y Tigo Sports |
| Motagua           | Tegucigalpa, Distrito Central | Hernán Medina    | Marcelo Pereira  | Chelato Uclés            | 34.000    | 1928      | Joma         | Pepsi              | TVC y Tigo Sports |
| Olancho           | Juticalpa, Olancho            | Humberto Rivera  | Óscar Almendárez | Juan Ramón Brevé         | 20.000    | 2016      | Goca Sport   | Betcris            | TVC y Tigo Sports |
| Olimpia           | Tegucigalpa, Distrito Central | Pedro Troglio    | Jerry Bengtson   | Chelato Uclés            | 34.000    | 1912      | Umbro        | Banco Atlántida    | TVC y Tigo Sports |
| Real España       | San Pedro Sula, Cortés        | Héctor Vargas    | Luis López       | Morazán                  | 18.000    | 1929      | Kelme        | Hugo               | TVC y Tigo Sports |
| Real Sociedad     | Tocoa, Colón                  | Mauro Reyes      | Rony Martínez    | Francisco Martínez Durón | 6.000     | 1988      | Goca Sport   | Molineros's        | TVC y Tigo Sports |
| UPNFM             | Tegucigalpa, Distrito Central | Héctor Castellón | Lesvin Medina    | Chelato Uclés            | 34.000    | 2010      | Huriver      | Banco de Occidente | Tigo Sports y TVC |
| Victoria          | La Ceiba, Atlántida           | Salomón Nazar    | José Velásquez   | Ceibeño                  | 18.000    | 1935      | Nova Sport   | Banco de Occidente | Tigo Sports y TVC |
| Vida              | La Ceiba, Atlántida           | Raúl Cáceres     | Bandera de ?     | Ceibeño                  | 18.000    | 1940      | Nova Sport   | Tigo               | Tigo Sports       |

### Equipos por zona geográfica
| Honduras Progreso Motagua Olimpia Real Sociedad Real España Marathón Vida Victoria Olancho UPNFM \| Departamento \| N.º \| Equipos \| \| ----------------- \| --- \| ------------------------------ \| \| Cortés \| 2 \| Marathón y Real España \| \| Francisco Morazán \| 3 \| Motagua, Olimpia y Lobos UPNFM \| \| Yoro \| 1 \| Honduras Progreso \| \| Atlántida \| 2 \| Vida y Victoria \| \| Colón \| 1 \| Real Sociedad \| \| Olancho \| 1 \| Olancho \| |     |                                |
| Departamento | N.º | Equipos                        |
| Cortés | 2   | Marathón y Real España         |
| Francisco Morazán | 3   | Motagua, Olimpia y Lobos UPNFM |
| Yoro | 1   | Honduras Progreso              |
| Atlántida | 2   | Vida y Victoria                |
| Colón | 1   | Real Sociedad                  |
| Olancho | 1   | Olancho                        |

### Cambios de entrenadores
| Equipo        | Entrenador saliente     | Jornadas | Nuevo entrenador        | Jornadas |
| ------------- | ----------------------- | -------- | ----------------------- | -------- |
| Victoria      | Salomón Nazar           | Pre.     | Fernando Araújo         | Pre.     |
| Olimpia       | Pablo Lavallén          | Pre.     | Pedro Troglio           | Pre.     |
| UPNFM         | Raúl Cáceres            | Pre.     | Héctor Castellón        | Pre.     |
| Real Sociedad | David Fúnez (int.)      | Pre.     | Américo Scatolaro       | Pre.     |
| Real Sociedad | Américo Scatolaro       | 1 - 5    | Mauro Reyes             | 6 -      |
| Vida          | Fernando Mira           | 1 - 12   | Júnior Izaguirre (int.) | 13 - 17  |
| Victoria      | Fernando Araújo         | 1 - 13   | Salomón Nazar           | 14 -     |
| Vida          | Júnior Izaguirre (int.) | 13 - 17  | Raúl Cáceres            | 18       |

### Jugadores extranjeros
| Equipo            | Jugador 1        | Jugador 2        | Jugador 3       | Jugador 4        |
| ----------------- | ---------------- | ---------------- | --------------- | ---------------- |
| Honduras Progreso | Andrés Salazar   | Oidel Pérez      | Leslie Heraldez | Ángel Carrascosa |
| Marathón          | Rafael García    | Lucas Campana    | Braian Molina   | Juan Vieyra      |
| Motagua           | Roberto Moreira  | Fabricio Brener  | Mauro Ortiz     |                  |
| Olimpia           | Yustin Arboleda  | Yan Maciel       | Gabriel Araújo  |                  |
| Olancho           | Matías Quinteros | Juan Diego Lasso | Santiago Molina | Agustín Auzmendi |
| Real España       | Pedro Báez       | Ramiro Rocca     | Heyreel Saravia | Bandera de ?     |
| Real Sociedad     | Jamal Charles    | César Mena       | Denver Fox      | Christian Paiva  |
| UPNFM             |                  |                  |                 |                  |
| Victoria          | Yaudel Lahera    | Luis Hurtado     | Fabricio Silva  | Mathías López    |
| Vida              | Mamadu Djalo     | Rafael Agámez    | Infamara Camará | Carlos Peña      |

#### Jugadores extranjeros por nacionalidad
| País         | Jugadores |
| ------------ | --------- |
| Argentina    | 9         |
| Colombia     | 7         |
| Uruguay      | 4         |
| Brasil       | 2         |
| Guinea-Bisáu | 2         |
| Paraguay     | 2         |
| Costa Rica   | 1         |
| Cuba         | 1         |
| España       | 1         |
| Granada      | 1         |
| México       | 1         |
| Nicaragua    | 1         |
| Panamá       | 1         |
| Total        | 33        |

## Estadios
| |                                                                                  | |
| |                                                                                  | |
| Estadio Nacional Chelato Uclés Ciudad: Tegucigalpa Capacidad: 35 000 Clubes: Olimpia, Motagua y Lobos UPNFM | Estadio Juan Ramón Brevé Ciudad: Juticalpa Capacidad: 24 000 Club: Olancho FC    | Estadio Francisco Morazán Ciudad: San Pedro Sula Capacidad: 22 000 Club: Real España                   |
| |                                                                                  | |
| Estadio Ceibeño Ciudad: La Ceiba Capacidad: 18 500 Clubes: Vida y Victoria                                  | Estadio Yankel Rosenthal Ciudad: San Pedro Sula Capacidad: 15 000 Club: Marathon | Estadio Francisco Martínez Ciudad: Tocoa Capacidad: 7 000 Club: Real Sociedad                          |
| |                                                                                  | |
| Estadio Humberto Micheletti Ciudad: El Progreso Capacidad: 5 000 Club: Honduras Progreso                    | Estadio Marcelo Tinoco Ciudad: Danlí Capacidad: 5 000 Club: Lobos UPNFM          | Estadio Olímpico Metropolitano Ciudad: San Pedro Sula Capacidad: 37 325 Clubes: Marathón y Real España |

## Fase de clasificación

### Clasificación
| Pos. | Equipo        | Pts. | PJ | G  | E | P  | GF | GC | Dif. |  |
| ---- | ------------- | ---- | -- | -- | - | -- | -- | -- | ---- |  |
| 1    | Olimpia       | 38   | 18 | 11 | 5 | 2  | 25 | 8  | +17  |  |
| 2    | Motagua       | 32   | 18 | 9  | 5 | 4  | 32 | 24 | +8   |  |
| 3    | Olancho       | 29   | 18 | 9  | 2 | 7  | 35 | 25 | +10  |  |
| 4    | Real España   | 29   | 18 | 8  | 5 | 5  | 26 | 22 | +4   |  |
| 5    | Victoria      | 28   | 18 | 8  | 4 | 6  | 28 | 25 | +3   |  |
| 6    | Marathón      | 26   | 18 | 7  | 5 | 6  | 35 | 26 | +9   |  |
| 7    | Vida          | 23   | 18 | 6  | 5 | 7  | 21 | 24 | −3   |  |
| 8    | UPNFM         | 18   | 18 | 4  | 6 | 8  | 23 | 31 | −8   |  |
| 9    | Honduras P    | 13   | 18 | 2  | 7 | 9  | 19 | 31 | −12  |  |
| 10   | Real Sociedad | 10   | 18 | 2  | 4 | 12 | 15 | 42 | −27  |  |

 Fuente: Liga Betcris
|  | Clasifica a semifinales. |
|  | Clasifica a repechaje.   |
|  | Último lugar.            |

### Evolución de clasificación
| Equipo / Jornada  | 1    | 2    | 3    | 4    | 5    | 6    | 7    | 8    | 9    | 10   | 11   | 12   | 13   | 14   | 15   | 16   | 17   | 18   |
| ----------------- | ---- | ---- | ---- | ---- | ---- | ---- | ---- | ---- | ---- | ---- | ---- | ---- | ---- | ---- | ---- | ---- | ---- | ---- |
| Honduras Progreso | 7.°  | 10.° | 10.° | 7.°  | 8.°  | 8.°  | 8.°  | 8.°  | 8.°  | 8.°  | 9.°  | 9.°  | 9.°  | 9.°  | 9.°  | 9.°  | 9.°  | 9.°  |
| Marathón          | 2.°  | 1.°  | 2.°  | 5.°  | 6.°  | 6.°  | 7.°  | 7.°  | 5.°  | 4.°  | 4.°  | 4.°  | 6.°  | 6.°  | 4.°  | 5.°  | 6.°  | 6.°  |
| Motagua           | 1.°  | 3.°  | 3.°  | 2.°  | 2.°  | 2.°  | 1.°  | 1.°  | 1.°  | 1.°  | 1.°  | 1.°  | 1.°  | 1.°  | 1.°  | 2.°  | 2.°  | 2.°  |
| Olancho           | 6.°  | 7.°  | 9.°  | 10.° | 7.°  | 7.°  | 6.°  | 5.°  | 7.°  | 7.°  | 6.°  | 6.°  | 5.°  | 3.°  | 3.°  | 3.°  | 3.°  | 3.°  |
| Olimpia           | 3.°  | 2.°  | 1.°  | 1.°  | 1.°  | 1.°  | 2.°  | 2.°  | 3.°  | 2.°  | 2.°  | 2.°  | 2.°  | 2.°  | 2.°  | 1.°  | 1.°  | 1.°  |
| Real España       | 4.°  | 4.°  | 5.°  | 4.°  | 4.°  | 4.°  | 5.°  | 6.°  | 4.°  | 5.°  | 5.°  | 5.°  | 3.°  | 4.°  | 6.°  | 4.°  | 4.°  | 4.°  |
| Real Sociedad     | 10.° | 9.°  | 7.°  | 9.°  | 9.°  | 10.° | 10.° | 10.° | 10.° | 10.° | 10.° | 10.° | 10.° | 10.° | 10.° | 10.° | 10.° | 10.° |
| UPNFM             | 8.°  | 5.°  | 8.°  | 8.°  | 10.° | 9.°  | 9.°  | 9.°  | 9.°  | 9.°  | 8.°  | 8.°  | 8.°  | 8.°  | 8.°  | 8.°  | 8.°  | 8.°  |
| Victoria          | 5.°  | 8.°  | 4.°  | 6.°  | 5.°  | 5.°  | 4.°  | 4.°  | 6.°  | 6.°  | 7.°  | 7.°  | 7.°  | 7.°  | 7.°  | 7.°  | 5.°  | 5.°  |
| Vida              | 9.°  | 6.°  | 6.°  | 3.°  | 3.°  | 3.°  | 3.°  | 3.°  | 2.°  | 3.°  | 3.°  | 3.°  | 4.°  | 5.°  | 5.°  | 6.°  | 7.°  | 7.°  |

## Resultados
| Jornada 1          | Jornada 1 | Jornada 1         | Jornada 1          | Jornada 1   | Jornada 1 | Jornada 1 | Jornada 1 | Jornada 1 | Jornada 1 |
| Local              | Resultado | Visitante         | Estadio            | Fecha       | Hora      | TV        |           |           |           |
| ------------------ | --------- | ----------------- | ------------------ | ----------- | --------- | --------- | --------- | --------- | --------- |
| Real Sociedad      | 0 - 2     | Marathón          | Francisco Martinez | 30 de julio | 18:00     |           |           |           |           |
| Vida               | 0 - 1     | Olimpia           | Ceibeño            | 30 de julio | 19:30     |           |           |           |           |
| Olancho            | 1 - 1     | Victoria          | Juan Ramón Brevé   | 31 de julio | 15:00     |           |           |           |           |
| Motagua            | 4 - 0     | Honduras Progreso | Chelato Uclés      | 31 de julio | 16:00     |           |           |           |           |
| Real España        | 1 - 0     | UPNFM             | Francisco Morazán  | 31 de julio | 17:00     |           |           |           |           |
| Total de goles: 10 |           |                   |                    |             |           |           |           |           |           |

| Jornada 2         | Jornada 2 | Jornada 2     | Jornada 2           | Jornada 2   | Jornada 2 | Jornada 2 | Jornada 2 | Jornada 2 | Jornada 2 |
| Local             | Resultado | Visitante     | Estadio             | Fecha       | Hora      | TV        |           |           |           |
| ----------------- | --------- | ------------- | ------------------- | ----------- | --------- | --------- | --------- | --------- | --------- |
| UPNFM             | 2 - 0     | Real Sociedad | Chelato Uclés       | 6 de agosto | 17:00     |           |           |           |           |
| Honduras Progreso | 0 - 2     | Marathón      | Humberto Micheletti | 6 de agosto | 19:15     |           |           |           |           |
| Olimpia           | 2 - 0     | Victoria      | Chelato Uclés       | 6 de agosto | 19:30     |           |           |           |           |
| Vida              | 1 - 0     | Olancho       | Ceibeño             | 6 de agosto | 19:30     |           |           |           |           |
| Real España       | 1 - 1     | Motagua       | Francisco Morazán   | 7 de agosto | 17:00     |           |           |           |           |
| Total de goles: 9 |           |               |                     |             |           |           |           |           |           |

| Jornada 3          | Jornada 3 | Jornada 3   | Jornada 3           | Jornada 3    | Jornada 3 | Jornada 3 | Jornada 3 | Jornada 3 | Jornada 3 |
| Local              | Resultado | Visitante   | Estadio             | Fecha        | Hora      | TV        |           |           |           |
| ------------------ | --------- | ----------- | ------------------- | ------------ | --------- | --------- | --------- | --------- | --------- |
| Real Sociedad      | 2 - 1     | Real España | Francisco Martínez  | 10 de agosto | 15:00     |           |           |           |           |
| Motagua            | 2 - 2     | Vida        | Chelato Uclés       | 10 de agosto | 19:00     |           |           |           |           |
| Victoria           | 4 - 0     | UPNFM       | Ceibeño             | 10 de agosto | 19:00     |           |           |           |           |
| Honduras Progreso  | 2 - 2     | Olancho     | Humberto Micheletti | 10 de agosto | 19:15     |           |           |           |           |
| Marathón           | 1 - 2     | Olimpia     | Olímpico            | 10 de agosto | 21:15     |           |           |           |           |
| Total de goles: 18 |           |             |                     |              |           |           |           |           |           |

| UPNFM              | 1 - 2 | Honduras Progreso | Chelato Uclés     | 13 de agosto | 17:00 |  |
| Vida               | 2 - 0 | Real Sociedad     | Ceibeño           | 13 de agosto | 19:30 |  |
| Olancho            | 0 - 1 | Olimpia           | Juan Ramón Brevé  | 14 de agosto | 15:00 |  |
| Motagua            | 4 - 1 | Marathón          | Chelato Uclés     | 14 de agosto | 16:00 |  |
| Real España        | 2 - 1 | Victoria          | Francisco Morazán | 14 de agosto | 17:00 |  |
| Total de goles: 14 |       |                   |                   |              |       |  |

| Marathón           | 4 - 4 | Vida              | Yankel Rosenthal   | 20 de agosto | 15:30 |  |
| UPNFM              | 2 - 3 | Motagua           | Chelato Uclés      | 20 de agosto | 19:00 |  |
| Real Sociedad      | 1 - 2 | Olancho           | Francisco Martinez | 21 de agosto | 14:00 |  |
| Victoria           | 2 - 1 | Honduras Progreso | Ceibeño            | 21 de agosto | 16:00 |  |
| Olimpia            | 1 - 1 | Real España       | Chelato Uclés      | 21 de agosto | 16:00 |  |
| Total de goles: 21 |       |                   |                    |              |       |  |

| Honduras Progreso | 0 - 1 | Vida          | Humberto Micheletti | 26 de agosto | 19:15 |  |
| Victoria          | 1 - 0 | Real Sociedad | Ceibeño             | 27 de agosto | 19:30 |  |
| Olancho           | 0 - 1 | Motagua       | Juan Ramón Brevé    | 28 de agosto | 15:00 |  |
| Olimpia           | 2 - 0 | UPNFM         | Chelato Uclés       | 28 de agosto | 16:00 |  |
| Real España       | 2 - 0 | Marathón      | Francisco Morazán   | 28 de agosto | 19:00 |  |
| Total de goles: 7 |       |               |                     |              |       |  |

| UPNFM              | 1 - 2 | Olancho       | Chelato Uclés       | 31 de agosto    | 17:00 |  |
| Honduras Progreso  | 4 - 0 | Real Sociedad | Humberto Micheletti | 31 de agosto    | 19:15 |  |
| Marathón           | 1 - 1 | Victoria      | Olímpico            | 31 de agosto    | 19:30 |  |
| Vida               | 1 - 0 | Real España   | Ceibeño             | 31 de agosto    | 19:30 |  |
| Motagua            | 1 - 0 | Olimpia       | Chelato Uclés       | 1 de septiembre | 20:00 |  |
| Total de goles: 11 |       |               |                     |                 |       |  |

| Victoria           | 1 - 2 | Vida              | Ceibeño            | 3 de septiembre | 19:15 |  |
| Real Sociedad      | 1 - 2 | Motagua           | Francisco Martínez | 4 de septiembre | 14:00 |  |
| Olancho            | 3 - 1 | Real España       | Juan Ramón Brevé   | 4 de septiembre | 15:00 |  |
| Marathón           | 1 - 1 | UPNFM             | Yankel Rosenthal   | 4 de septiembre | 15:30 |  |
| Olimpia            | 1 - 1 | Honduras Progreso | Chelato Uclés      | 4 de septiembre | 16:00 |  |
| Total de goles: 14 |       |                   |                    |                 |       |  |

| Vida               | 2 - 1 | UPNFM             | Ceibeño            | 10 de septiembre | 19:30 |  |
| Real Sociedad      | 2 - 2 | Olimpia           | Francisco Martínez | 11 de septiembre | 14:00 |  |
| Olancho            | 2 - 3 | Marathón          | Juan Ramón Brevé   | 11 de septiembre | 15:00 |  |
| Motagua            | 2 - 1 | Victoria          | Marcelo Tinoco     | 11 de septiembre | 16:00 |  |
| Real España        | 2 - 0 | Honduras Progreso | Rubén Deras        | 11 de septiembre | 17:00 |  |
| Total de goles: 17 |       |                   |                    |                  |       |  |

| Victoria           | 2 - 1 | Olancho       | Ceibeño             | 17 de septiembre | 19:00 |  |
| Marathón           | 3 - 0 | Real Sociedad | Yankel Rosenthal    | 18 de septiembre | 15:15 |  |
| Honduras Progreso  | 0 - 1 | Motagua       | Humberto Micheletti | 18 de septiembre | 16:00 |  |
| UPNFM              | 2 - 2 | Real España   | Chelato Uclés       | 18 de septiembre | 16:00 |  |
| Olimpia            | 2 - 0 | Vida          | Chelato Uclés       | 18 de septiembre | 18:45 |  |
| Total de goles: 13 |       |               |                     |                  |       |  |

| Marathón           | 5 - 1 | Honduras Progreso | Yankel Rosenthal   | 1 de octubre | 15:15 |  |
| Motagua            | 1 - 2 | Real España       | Chelato Uclés      | 1 de octubre | 19:00 |  |
| Victoria           | 0 - 2 | Olimpia           | Ceibeño            | 1 de octubre | 19:30 |  |
| Real Sociedad      | 0 - 2 | UPNFM             | Francisco Martínez | 2 de octubre | 14:00 |  |
| Olancho            | 2 - 1 | Vida              | Juan Ramón Brevé   | 2 de octubre | 15:00 |  |
| Total de goles: 16 |       |                   |                    |              |       |  |

| Real España        | 1 - 3 | Real Sociedad     | Rubén Deras      | 7 de octubre | 19:00 |  |
| UPNFM              | 2 - 2 | Victoria          | Chelato Uclés    | 8 de octubre | 17:00 |  |
| Olimpia            | 1 - 0 | Marathón          | Chelato Uclés    | 8 de octubre | 19:00 |  |
| Vida               | 0 - 3 | Motagua           | Ceibeño          | 8 de octubre | 19:30 |  |
| Olancho            | 2 - 1 | Honduras Progreso | Juan Ramón Brevé | 9 de octubre | 10:00 |  |
| Total de goles: 15 |       |                   |                  |              |       |  |

| Marathón           | 2 - 2 | Motagua     | Yankel Rosenthal    | 15 de octubre | 15:15 |  |
| Honduras Progreso  | 2 - 2 | UPNFM       | Humberto Micheletti | 15 de octubre | 19:15 |  |
| Victoria           | 1 - 4 | Real España | Ceibeño             | 15 de octubre | 19:30 |  |
| Real Sociedad      | 0 - 0 | Vida        | Francisco Martinez  | 16 de octubre | 15:00 |  |
| Olimpia            | 0 - 1 | Olancho     | Chelato Uclés       | 16 de octubre | 16:00 |  |
| Total de goles: 14 |       |             |                     |               |       |  |

| Real España        | 0 - 0 | Olimpia       | Francisco Morazán   | 19 de octubre | 19:00 |  |
| Olancho            | 7 - 0 | Real Sociedad | Juan Ramón Brevé    | 19 de octubre | 19:00 |  |
| Honduras Progreso  | 2 - 2 | Victoria      | Humberto Micheletti | 19 de octubre | 19:15 |  |
| Vida               | 2 - 2 | Marathón      | Ceibeño             | 19 de octubre | 19:30 |  |
| Motagua            | 2 - 2 | UPNFM         | Chelato Uclés       | 20 de octubre | 19:00 |  |
| Total de goles: 19 |       |               |                     |               |       |  |

| Vida               | 0 - 0 | Honduras Progreso | Ceibeño            | 22 de octubre | 19:30 |  |
| Marathón           | 2 - 0 | Real España       | Yankel Rosenthal   | 23 de octubre | 15:15 |  |
| UPNFM              | 0 - 0 | Olimpia           | Marcelo Tinoco     | 23 de octubre | 16:00 |  |
| Motagua            | 1 - 3 | Olancho           | Chelato Uclés      | 23 de octubre | 16:00 |  |
| Real Sociedad      | 2 - 5 | Victoria          | Francisco Martinez | 23 de octubre | 18:00 |  |
| Total de goles: 13 |       |                   |                    |               |       |  |

| Real España        | 2 - 1 | Vida              | Francisco Morazán  | 5 de noviembre | 19:00 |  |
| Victoria           | 2 - 1 | Marathón          | Ceibeño            | 5 de noviembre | 19:30 |  |
| Real Sociedad      | 2 - 2 | Honduras Progreso | Francisco Martinez | 6 de noviembre | 15:00 |  |
| Olancho            | 3 - 0 | UPNFM             | Juan Ramón Brevé   | 6 de noviembre | 15:00 |  |
| Olimpia            | 4 - 0 | Motagua           | Francisco Morazán  | 6 de noviembre | 18:00 |  |
| Total de goles: 17 |       |                   |                    |                |       |  |

| Real España        | 4 - 3 | Olancho       | Rubén Deras         | 12 de noviembre | 18:00 |  |
| Honduras Progreso  | 1 - 2 | Olimpia       | Humberto Micheletti | 12 de noviembre | 19:00 |  |
| Vida               | 0 - 1 | Victoria      | Ceibeño             | 12 de noviembre | 19:30 |  |
| Motagua            | 2 - 2 | Real Sociedad | Carlos Miranda      | 13 de noviembre | 16:30 |  |
| UPNFM              | 2 - 1 | Marathón      | Emilio Williams     | 13 de noviembre | 17:00 |  |
| Total de goles: 18 |       |               |                     |                 |       |  |

| Honduras Progreso  | 0 - 0 | Real España   | Humberto Micheletti | 19 de noviembre | 15:00 |  |
| Victoria           | 1 - 0 | Motagua       | Ceibeño             | 19 de noviembre | 15:00 |  |
| Olimpia            | 2 - 0 | Real Sociedad | Carlos Miranda      | 19 de noviembre | 15:00 |  |
| UPNFM              | 3 - 2 | Vida          | Emilio Williams     | 19 de noviembre | 15:00 |  |
| Marathón           | 4 - 0 | Olancho       | Yankel Rosenthal    | 19 de noviembre | 15:00 |  |
| Total de goles: 12 |       |               |                     |                 |       |  |

## Fase final
|  | Repechaje                                                | Repechaje                                                | Repechaje                                                | Repechaje                                                | Repechaje                                                |   |    | Semifinales                                                        | Semifinales                                                        | Semifinales                                                        | Semifinales                                                        | Semifinales                                                        |   |  | Final                                          | Final                                          | Final                                          | Final                                          | Final                                          |  |
|  | 23 y 24 de noviembre (ida) 26 y 27 de noviembre (vuelta) | 23 y 24 de noviembre (ida) 26 y 27 de noviembre (vuelta) | 23 y 24 de noviembre (ida) 26 y 27 de noviembre (vuelta) | 23 y 24 de noviembre (ida) 26 y 27 de noviembre (vuelta) | 23 y 24 de noviembre (ida) 26 y 27 de noviembre (vuelta) |   |    | 30 de noviembre y 1 de diciembre (ida) 3 y 4 de diciembre (vuelta) | 30 de noviembre y 1 de diciembre (ida) 3 y 4 de diciembre (vuelta) | 30 de noviembre y 1 de diciembre (ida) 3 y 4 de diciembre (vuelta) | 30 de noviembre y 1 de diciembre (ida) 3 y 4 de diciembre (vuelta) | 30 de noviembre y 1 de diciembre (ida) 3 y 4 de diciembre (vuelta) |   |  | 10 de diciembre (ida) 17 de diciembre (vuelta) | 10 de diciembre (ida) 17 de diciembre (vuelta) | 10 de diciembre (ida) 17 de diciembre (vuelta) | 10 de diciembre (ida) 17 de diciembre (vuelta) | 10 de diciembre (ida) 17 de diciembre (vuelta) |  |
|  |                                                          |                                                          |                                                          |                                                          |                                                          |   |    |                                                                    |                                                                    |                                                                    |                                                                    |                                                                    |   |  |                                                |                                                |                                                |                                                |                                                |  |
|  |                                                          |                                                          |                                                          |                                                          |                                                          |   |    |                                                                    |                                                                    |                                                                    |                                                                    |                                                                    |   |  |                                                |                                                |                                                |                                                |                                                |  |
|  | 3°                                                       | Olancho                                                  | 0                                                        | 1                                                        | 1                                                        |   |    |                                                                    |                                                                    |                                                                    |                                                                    |                                                                    |   |  |                                                |                                                |                                                |                                                |                                                |  |
|  | 3°                                                       | Olancho                                                  | 0                                                        | 1                                                        | 1                                                        |   |    |                                                                    |                                                                    |                                                                    |                                                                    |                                                                    |   |  |                                                |                                                |                                                |                                                |                                                |  |
|  | 6°                                                       | Marathón                                                 | 1                                                        | 1                                                        | 2                                                        |   |    |                                                                    |                                                                    |                                                                    |                                                                    |                                                                    |   |  |                                                |                                                |                                                |                                                |                                                |  |
|  | 6°                                                       | Marathón                                                 | 1                                                        | 1                                                        | 2                                                        |   | 1° | Olimpia                                                            | 3                                                                  | 1                                                                  | 4*                                                                 |                                                                    |   |  |                                                |                                                |                                                |                                                |                                                |  |
|  |                                                          |                                                          |                                                          |                                                          |                                                          |   | 1° | Olimpia                                                            | 3                                                                  | 1                                                                  | 4*                                                                 |                                                                    |   |  |                                                |                                                |                                                |                                                |                                                |  |
|  |                                                          |                                                          | 6°                                                       | Marathón                                                 | 1                                                        | 3 | 4  |                                                                    |                                                                    |                                                                    |                                                                    |                                                                    |   |  |                                                |                                                |                                                |                                                |                                                |  |
|  |                                                          |                                                          | 6°                                                       | Marathón                                                 | 1                                                        | 3 | 4  |                                                                    |                                                                    |                                                                    |                                                                    |                                                                    |   |  |                                                |                                                |                                                |                                                |                                                |  |
|  |                                                          |                                                          |                                                          |                                                          |                                                          |   |    |                                                                    |                                                                    |                                                                    |                                                                    |                                                                    |   |  |                                                |                                                |                                                |                                                |                                                |  |
|  |                                                          |                                                          |                                                          |                                                          |                                                          |   |    |                                                                    |                                                                    |                                                                    |                                                                    |                                                                    |   |  |                                                |                                                |                                                |                                                |                                                |  |
|  |                                                          |                                                          |                                                          |                                                          |                                                          |   |    |                                                                    | 1°                                                                 | Olimpia                                                            | 1                                                                  | 2                                                                  | 3 |  |                                                |                                                |                                                |                                                |                                                |  |
|  |                                                          |                                                          |                                                          |                                                          |                                                          |   |    |                                                                    |                                                                    |                                                                    |                                                                    |                                                                    | 3 |  |                                                |                                                |                                                |                                                |                                                |  |
|  |                                                          |                                                          | 2°                                                       | Motagua                                                  | 0                                                        | 0 | 0  |                                                                    |                                                                    |                                                                    |                                                                    |                                                                    |   |  |                                                |                                                |                                                |                                                |                                                |  |
|  | 4°                                                       | Real España                                              | 2°                                                       | Motagua                                                  | 0                                                        | 0 | 0  | 1                                                                  | 1                                                                  | 2                                                                  |                                                                    |                                                                    |   |  |                                                |                                                |                                                |                                                |                                                |  |
|  | 4°                                                       | Real España                                              |                                                          |                                                          |                                                          |   |    |                                                                    |                                                                    | 2                                                                  |                                                                    |                                                                    |   |  |                                                |                                                |                                                |                                                |                                                |  |
|  | 5°                                                       | Victoria                                                 | 1                                                        | 2                                                        | 3                                                        |   |    |                                                                    |                                                                    |                                                                    |                                                                    |                                                                    |   |  |                                                |                                                |                                                |                                                |                                                |  |
|  | 5°                                                       | Victoria                                                 | 1                                                        | 2                                                        | 3                                                        |   | 2° | Motagua                                                            | 0                                                                  | 2                                                                  | 2                                                                  |                                                                    |   |  |                                                |                                                |                                                |                                                |                                                |  |
|  |                                                          |                                                          |                                                          |                                                          |                                                          |   | 2° | Motagua                                                            | 0                                                                  | 2                                                                  | 2                                                                  |                                                                    |   |  |                                                |                                                |                                                |                                                |                                                |  |
|  |                                                          |                                                          | 5°                                                       | Victoria                                                 | 0                                                        | 1 | 1  |                                                                    |                                                                    |                                                                    |                                                                    |                                                                    |   |  |                                                |                                                |                                                |                                                |                                                |  |
|  |                                                          |                                                          | 5°                                                       | Victoria                                                 | 0                                                        | 1 | 1  |                                                                    |                                                                    |                                                                    |                                                                    |                                                                    |   |  |                                                |                                                |                                                |                                                |                                                |  |
|  |                                                          |                                                          |                                                          |                                                          |                                                          |   |    |                                                                    |                                                                    |                                                                    |                                                                    |                                                                    |   |  |                                                |                                                |                                                |                                                |                                                |  |
|  |                                                          |                                                          |                                                          |                                                          |                                                          |   |    |                                                                    |                                                                    |                                                                    |                                                                    |                                                                    |   |  |                                                |                                                |                                                |                                                |                                                |  |
|  |                                                          |                                                          |                                                          |                                                          |                                                          |   |    |                                                                    |                                                                    |                                                                    |                                                                    |                                                                    |   |  |                                                |                                                |                                                |                                                |                                                |  |
|  |                                                          |                                                          |                                                          |                                                          |                                                          |   |    |                                                                    |                                                                    |                                                                    |                                                                    |                                                                    |   |  |                                                |                                                |                                                |                                                |                                                |  |

(*) Avanza por mejor posición en la Tabla General.

### Repechajes
| 24 de noviembre de 2022,15:00 | Marathón        | 1:0 (0:0) | Olancho | Estadio Yankel Rosenthal, San Pedro Sula. |                          |
|                               | F. Martínez 56' | Reporte   |         | Árbitro(s): Marvin Ortiz                  | Árbitro(s): Marvin Ortiz |

| 27 de noviembre de 2022, 15:00 | Olancho                | 1:1 (0:0) (Global 1:2) | Marathón       | Estadio Juan Ramón Brevé, Juticalpa. |                            |
|                                | A. Auzmendi 86' (pen.) | Reporte                | 70' D. Ramírez | Árbitro(s): Nelson Salgado           | Árbitro(s): Nelson Salgado |

| 23 de noviembre de 2022, 19:30 | Victoria      | 1:1 (0:1) | Real España      | Estadio Ceibeño, La Ceiba. |                            |
|                                | A. Vega 90+7' | Reporte   | 39' J. Benavídez | Árbitro(s): Melissa Borjas | Árbitro(s): Melissa Borjas |

| 26 de noviembre de 2022, 19:00 | Real España  | 1:2 (1:2) (Global 2:3) | Victoria         | Estadio Morazán, San Pedro Sula. |                        |
|                                | R. Rocca 25' | Reporte                | 18', 37' A. Vega | Árbitro(s): Luis Mejia           | Árbitro(s): Luis Mejia |

### Semifinales
| 1 de diciembre de 2022, 15:00 | Marathón       | 1:3 (1:1) | Olimpia                                             | Estadio Yankel Rosenthal, San Pedro Sula. |                           |
|                               | L. Campana 44' | Reporte   | 20' J. M. Pinto · 60' J. Bengtson · 66' Y. Arboleda | Árbitro(s): Oscar Moncada                 | Árbitro(s): Oscar Moncada |

| 4 de diciembre de 2022, 18:00                                         | Olimpia       | 1:3 (1:1) (Global 4:4) | Marathón                                         | Estadio Carlos Miranda, Comayagua. |                          |
|                                                                       | G. Araújo 38' | Reporte                | 25' C. Zúniga · 49' L. Campana · 62' F. Crisanto | Árbitro(s): Selvin Brown           | Árbitro(s): Selvin Brown |
| Olimpia clasifica a la final por mejor ubicación en la tabla general. |               |                        |                                                  |                                    |                          |

| 30 de noviembre de 2022, 19:30 | Victoria | 0:0     | Motagua | Estadio Ceibeño, La Ceiba.   |                              |
|                                |          | Reporte |         | Árbitro(s): Melvin Matamoros | Árbitro(s): Melvin Matamoros |

| 3 de diciembre de 2022, 16:30 | Motagua                        | 2:1 (1:0) (Global 2:1) | Victoria    | Estadio Carlos Miranda, Comayagua. |                            |
|                               | R. Moreira 42' · Á. Tejeda 85' | Reporte                | 72' A. Vega | Árbitro(s): Armando Castro         | Árbitro(s): Armando Castro |

### Final
| 10 de diciembre de 2022, 16:30 | Motagua | 0:1 (0:0) | Olimpia                  | Estadio Carlos Miranda, Comayagua.                        |                                                           |
|                                |         | Reporte   | 90+4' (pen.) Y. Arboleda | Asistencia: 3,465 espectadores Árbitro(s): Armando Castro | Asistencia: 3,465 espectadores Árbitro(s): Armando Castro |

| 17 de diciembre de 2022, 19:00 | Olimpia                           | 2:0 (1:0) (Global 3:0) | Motagua | Estadio Ceibeño, La Ceiba.                                |                                                           |
|                                | J. Garcia 45+5' · M. Chirinos 69' | Reporte                |         | Asistencia: 9,147 espectadores Árbitro(s): Nelson Salgado | Asistencia: 9,147 espectadores Árbitro(s): Nelson Salgado |

### Final Ida
| 25    | POR   | Marlon Licona       |       |
| 2     | DEF   | Denil Maldonado     |       |
| 3     | DEF   | Carlos Meléndez     |       |
| 17    | DEF   | Wesly Decas         |       |
| 18    | DEF   | Diego Rodríguez     | 90+5' |
| 35    | DEF   | Cristopher Meléndez | 66'   |
| 7     | MED   | Iván López          |       |
| 12    | MED   | Marcelo Santos      |       |
| 22    | MED   | Jessé Moncada       |       |
| 32    | MED   | Jonathan Núñez      |       |
| 21    | DEL   | Roberto Moreira     |       |
| D. T. | D. T. | Hernán Medina       |       |

| 1     | POR   | Edrick Menjívar   |       |
| 2     | DEF   | Maylor Núñez      |       |
| 4     | DEF   | José García       |       |
| 6     | DEF   | Brayan Beckeles   |       |
| 31    | DEF   | Carlos Sánchez    |       |
| 21    | MED   | José Mario Pinto  | 66'   |
| 23    | MED   | Jorge Álvarez     | 79'   |
| 32    | MED   | Carlos Pineda     | 79'   |
| 19    | DEL   | Yustin Arboleda   |       |
| 27    | DEL   | Jerry Bengtson    | 66'   |
| 33    | DEL   | Michaell Chirinos | 90+9' |
| D. T. | D. T. | Pedro Troglio     |       |

| 23 | MED | Juan Delgado | 66'   |
| 4  | MED | Carlos Mejía | 90+5' |

| 13 | DEL | Brayan Moya     | 66'   |
| 65 | MED | Josman Figueroa | 66'   |
| 29 | MED | Germán Mejía    | 79'   |
| 14 | MED | Boniek García   | 79'   |
| 10 | MED | Yan Maciel      | 90+9' |

| 90+4' (pen.) | Yustin Arboleda | 0:1 |

| 27' | M. Santos |

| 29' | J. Álvarez |

| Principal  | Armando Castro   |
| Asistentes | Ebler Martinez   |
|            | Darinel Martinez |
| Cuarto     | Melvin Matamoros |
| Quinto     | Vivian Rodriguez |

| 25    | POR   | Marlon Licona       |       |
| 2     | DEF   | Denil Maldonado     |       |
| 3     | DEF   | Carlos Meléndez     |       |
| 17    | DEF   | Wesly Decas         |       |
| 18    | DEF   | Diego Rodríguez     | 90+5' |
| 35    | DEF   | Cristopher Meléndez | 66'   |
| 7     | MED   | Iván López          |       |
| 12    | MED   | Marcelo Santos      |       |
| 22    | MED   | Jessé Moncada       |       |
| 32    | MED   | Jonathan Núñez      |       |
| 21    | DEL   | Roberto Moreira     |       |
| D. T. | D. T. | Hernán Medina       |       |

| 1     | POR   | Edrick Menjívar   |       |
| 2     | DEF   | Maylor Núñez      |       |
| 4     | DEF   | José García       |       |
| 6     | DEF   | Brayan Beckeles   |       |
| 31    | DEF   | Carlos Sánchez    |       |
| 21    | MED   | José Mario Pinto  | 66'   |
| 23    | MED   | Jorge Álvarez     | 79'   |
| 32    | MED   | Carlos Pineda     | 79'   |
| 19    | DEL   | Yustin Arboleda   |       |
| 27    | DEL   | Jerry Bengtson    | 66'   |
| 33    | DEL   | Michaell Chirinos | 90+9' |
| D. T. | D. T. | Pedro Troglio     |       |

| 23 | MED | Juan Delgado | 66'   |
| 4  | MED | Carlos Mejía | 90+5' |

| 13 | DEL | Brayan Moya     | 66'   |
| 65 | MED | Josman Figueroa | 66'   |
| 29 | MED | Germán Mejía    | 79'   |
| 14 | MED | Boniek García   | 79'   |
| 10 | MED | Yan Maciel      | 90+9' |

| 90+4' (pen.) | Yustin Arboleda | 0:1 |

| 27' | M. Santos |

| 29' | J. Álvarez |

| Principal  | Armando Castro   |
| Asistentes | Ebler Martinez   |
|            | Darinel Martinez |
| Cuarto     | Melvin Matamoros |
| Quinto     | Vivian Rodriguez |

| 25    | POR   | Marlon Licona       |       |
| 2     | DEF   | Denil Maldonado     |       |
| 3     | DEF   | Carlos Meléndez     |       |
| 17    | DEF   | Wesly Decas         |       |
| 18    | DEF   | Diego Rodríguez     | 90+5' |
| 35    | DEF   | Cristopher Meléndez | 66'   |
| 7     | MED   | Iván López          |       |
| 12    | MED   | Marcelo Santos      |       |
| 22    | MED   | Jessé Moncada       |       |
| 32    | MED   | Jonathan Núñez      |       |
| 21    | DEL   | Roberto Moreira     |       |
| D. T. | D. T. | Hernán Medina       |       |

| 1     | POR   | Edrick Menjívar   |       |
| 2     | DEF   | Maylor Núñez      |       |
| 4     | DEF   | José García       |       |
| 6     | DEF   | Brayan Beckeles   |       |
| 31    | DEF   | Carlos Sánchez    |       |
| 21    | MED   | José Mario Pinto  | 66'   |
| 23    | MED   | Jorge Álvarez     | 79'   |
| 32    | MED   | Carlos Pineda     | 79'   |
| 19    | DEL   | Yustin Arboleda   |       |
| 27    | DEL   | Jerry Bengtson    | 66'   |
| 33    | DEL   | Michaell Chirinos | 90+9' |
| D. T. | D. T. | Pedro Troglio     |       |

| 23 | MED | Juan Delgado | 66'   |
| 4  | MED | Carlos Mejía | 90+5' |

| 13 | DEL | Brayan Moya     | 66'   |
| 65 | MED | Josman Figueroa | 66'   |
| 29 | MED | Germán Mejía    | 79'   |
| 14 | MED | Boniek García   | 79'   |
| 10 | MED | Yan Maciel      | 90+9' |

| 90+4' (pen.) | Yustin Arboleda | 0:1 |

| 27' | M. Santos |

| 29' | J. Álvarez |

| Principal  | Armando Castro   |
| Asistentes | Ebler Martinez   |
|            | Darinel Martinez |
| Cuarto     | Melvin Matamoros |
| Quinto     | Vivian Rodriguez |

| 25    | POR   | Marlon Licona       |       |
| 2     | DEF   | Denil Maldonado     |       |
| 3     | DEF   | Carlos Meléndez     |       |
| 17    | DEF   | Wesly Decas         |       |
| 18    | DEF   | Diego Rodríguez     | 90+5' |
| 35    | DEF   | Cristopher Meléndez | 66'   |
| 7     | MED   | Iván López          |       |
| 12    | MED   | Marcelo Santos      |       |
| 22    | MED   | Jessé Moncada       |       |
| 32    | MED   | Jonathan Núñez      |       |
| 21    | DEL   | Roberto Moreira     |       |
| D. T. | D. T. | Hernán Medina       |       |

| 1     | POR   | Edrick Menjívar   |       |
| 2     | DEF   | Maylor Núñez      |       |
| 4     | DEF   | José García       |       |
| 6     | DEF   | Brayan Beckeles   |       |
| 31    | DEF   | Carlos Sánchez    |       |
| 21    | MED   | José Mario Pinto  | 66'   |
| 23    | MED   | Jorge Álvarez     | 79'   |
| 32    | MED   | Carlos Pineda     | 79'   |
| 19    | DEL   | Yustin Arboleda   |       |
| 27    | DEL   | Jerry Bengtson    | 66'   |
| 33    | DEL   | Michaell Chirinos | 90+9' |
| D. T. | D. T. | Pedro Troglio     |       |

| 23 | MED | Juan Delgado | 66'   |
| 4  | MED | Carlos Mejía | 90+5' |

| 13 | DEL | Brayan Moya     | 66'   |
| 65 | MED | Josman Figueroa | 66'   |
| 29 | MED | Germán Mejía    | 79'   |
| 14 | MED | Boniek García   | 79'   |
| 10 | MED | Yan Maciel      | 90+9' |

| 90+4' (pen.) | Yustin Arboleda | 0:1 |

| 27' | M. Santos |

| 29' | J. Álvarez |

| Principal  | Armando Castro   |
| Asistentes | Ebler Martinez   |
|            | Darinel Martinez |
| Cuarto     | Melvin Matamoros |
| Quinto     | Vivian Rodriguez |

### Final Vuelta
| 1     | POR   | Edrick Menjívar   |     |
| 2     | DEF   | Maylor Núñez      |     |
| 4     | DEF   | José García       |     |
| 6     | DEF   | Brayan Beckeles   |     |
| 31    | DEF   | Carlos Sánchez    |     |
| 21    | MED   | José Mario Pinto  | 77' |
| 23    | MED   | Jorge Álvarez     | 59' |
| 32    | MED   | Carlos Pineda     | 82' |
| 19    | MED   | Yustin Arboleda   | 77' |
| 27    | MED   | Jerry Bengtson    | 59' |
| 33    | DEL   | Michaell Chirinos |     |
| D. T. | D. T. | Pedro Troglio     |     |

| 25    | POR   | Marlon Licona   |     |
| 2     | DEF   | Denil Maldonado |     |
| 3     | DEF   | Carlos Meléndez |     |
| 17    | DEF   | Wesly Decas     |     |
| 12    | DEF   | Marcelo Santos  |     |
| 18    | MED   | Diego Rodríguez | 67' |
| 7     | MED   | Iván López      | 56' |
| 8     | MED   | Walter Martínez | 67' |
| 23    | MED   | Juan Delgado    | 56' |
| 32    | MED   | Jonathan Núñez  | 67' |
| 21    | DEL   | Roberto Moreira |     |
| D. T. | D. T. | Hernán Medina   |     |

| 29 | MED | Germán Mejía   | 59' |
| 17 | MED | Jonathan Paz   | 59' |
| 9  | DEL | Jorge Benguché | 77' |
| 13 | DEL | Brayan Moya    | 77' |
| 14 | MED | Boniek García  | 82' |

| 11 | DEL | Ángel Tejeda       | 56' |
| 10 | DEL | Mauro Ortiz        | 56' |
| 4  | MED | Carlos Mejía       | 67' |
| 9  | DEL | Eddie Hernández    | 67' |
| 16 | MED | Héctor Castellanos | 67' |

| 45+5' · 69' | José García Michaell Chirinos | 1:0 2:0 |

| 42' · 45+1' · 50' | J. Alvarez Y. Arboleda J. García |

| 33' · 35' · 35' · 36' · 39' | M. Santos W. Decas D. Maldonado C. Meléndez I. López |

| Principal  | Nelson Salgado    |
| Asistentes | Christian Ramírez |
|            | José Espinoza     |
| Cuarto     | Oscar Moncada     |
| Quinto     | Rafael García     |

| 1     | POR   | Edrick Menjívar   |     |
| 2     | DEF   | Maylor Núñez      |     |
| 4     | DEF   | José García       |     |
| 6     | DEF   | Brayan Beckeles   |     |
| 31    | DEF   | Carlos Sánchez    |     |
| 21    | MED   | José Mario Pinto  | 77' |
| 23    | MED   | Jorge Álvarez     | 59' |
| 32    | MED   | Carlos Pineda     | 82' |
| 19    | MED   | Yustin Arboleda   | 77' |
| 27    | MED   | Jerry Bengtson    | 59' |
| 33    | DEL   | Michaell Chirinos |     |
| D. T. | D. T. | Pedro Troglio     |     |

| 25    | POR   | Marlon Licona   |     |
| 2     | DEF   | Denil Maldonado |     |
| 3     | DEF   | Carlos Meléndez |     |
| 17    | DEF   | Wesly Decas     |     |
| 12    | DEF   | Marcelo Santos  |     |
| 18    | MED   | Diego Rodríguez | 67' |
| 7     | MED   | Iván López      | 56' |
| 8     | MED   | Walter Martínez | 67' |
| 23    | MED   | Juan Delgado    | 56' |
| 32    | MED   | Jonathan Núñez  | 67' |
| 21    | DEL   | Roberto Moreira |     |
| D. T. | D. T. | Hernán Medina   |     |

| 29 | MED | Germán Mejía   | 59' |
| 17 | MED | Jonathan Paz   | 59' |
| 9  | DEL | Jorge Benguché | 77' |
| 13 | DEL | Brayan Moya    | 77' |
| 14 | MED | Boniek García  | 82' |

| 11 | DEL | Ángel Tejeda       | 56' |
| 10 | DEL | Mauro Ortiz        | 56' |
| 4  | MED | Carlos Mejía       | 67' |
| 9  | DEL | Eddie Hernández    | 67' |
| 16 | MED | Héctor Castellanos | 67' |

| 45+5' · 69' | José García Michaell Chirinos | 1:0 2:0 |

| 42' · 45+1' · 50' | J. Alvarez Y. Arboleda J. García |

| 33' · 35' · 35' · 36' · 39' | M. Santos W. Decas D. Maldonado C. Meléndez I. López |

| Principal  | Nelson Salgado    |
| Asistentes | Christian Ramírez |
|            | José Espinoza     |
| Cuarto     | Oscar Moncada     |
| Quinto     | Rafael García     |

| 1     | POR   | Edrick Menjívar   |     |
| 2     | DEF   | Maylor Núñez      |     |
| 4     | DEF   | José García       |     |
| 6     | DEF   | Brayan Beckeles   |     |
| 31    | DEF   | Carlos Sánchez    |     |
| 21    | MED   | José Mario Pinto  | 77' |
| 23    | MED   | Jorge Álvarez     | 59' |
| 32    | MED   | Carlos Pineda     | 82' |
| 19    | MED   | Yustin Arboleda   | 77' |
| 27    | MED   | Jerry Bengtson    | 59' |
| 33    | DEL   | Michaell Chirinos |     |
| D. T. | D. T. | Pedro Troglio     |     |

| 25    | POR   | Marlon Licona   |     |
| 2     | DEF   | Denil Maldonado |     |
| 3     | DEF   | Carlos Meléndez |     |
| 17    | DEF   | Wesly Decas     |     |
| 12    | DEF   | Marcelo Santos  |     |
| 18    | MED   | Diego Rodríguez | 67' |
| 7     | MED   | Iván López      | 56' |
| 8     | MED   | Walter Martínez | 67' |
| 23    | MED   | Juan Delgado    | 56' |
| 32    | MED   | Jonathan Núñez  | 67' |
| 21    | DEL   | Roberto Moreira |     |
| D. T. | D. T. | Hernán Medina   |     |

| 29 | MED | Germán Mejía   | 59' |
| 17 | MED | Jonathan Paz   | 59' |
| 9  | DEL | Jorge Benguché | 77' |
| 13 | DEL | Brayan Moya    | 77' |
| 14 | MED | Boniek García  | 82' |

| 11 | DEL | Ángel Tejeda       | 56' |
| 10 | DEL | Mauro Ortiz        | 56' |
| 4  | MED | Carlos Mejía       | 67' |
| 9  | DEL | Eddie Hernández    | 67' |
| 16 | MED | Héctor Castellanos | 67' |

| 45+5' · 69' | José García Michaell Chirinos | 1:0 2:0 |

| 42' · 45+1' · 50' | J. Alvarez Y. Arboleda J. García |

| 33' · 35' · 35' · 36' · 39' | M. Santos W. Decas D. Maldonado C. Meléndez I. López |

| Principal  | Nelson Salgado    |
| Asistentes | Christian Ramírez |
|            | José Espinoza     |
| Cuarto     | Oscar Moncada     |
| Quinto     | Rafael García     |

| 1     | POR   | Edrick Menjívar   |     |
| 2     | DEF   | Maylor Núñez      |     |
| 4     | DEF   | José García       |     |
| 6     | DEF   | Brayan Beckeles   |     |
| 31    | DEF   | Carlos Sánchez    |     |
| 21    | MED   | José Mario Pinto  | 77' |
| 23    | MED   | Jorge Álvarez     | 59' |
| 32    | MED   | Carlos Pineda     | 82' |
| 19    | MED   | Yustin Arboleda   | 77' |
| 27    | MED   | Jerry Bengtson    | 59' |
| 33    | DEL   | Michaell Chirinos |     |
| D. T. | D. T. | Pedro Troglio     |     |

| 25    | POR   | Marlon Licona   |     |
| 2     | DEF   | Denil Maldonado |     |
| 3     | DEF   | Carlos Meléndez |     |
| 17    | DEF   | Wesly Decas     |     |
| 12    | DEF   | Marcelo Santos  |     |
| 18    | MED   | Diego Rodríguez | 67' |
| 7     | MED   | Iván López      | 56' |
| 8     | MED   | Walter Martínez | 67' |
| 23    | MED   | Juan Delgado    | 56' |
| 32    | MED   | Jonathan Núñez  | 67' |
| 21    | DEL   | Roberto Moreira |     |
| D. T. | D. T. | Hernán Medina   |     |

| 29 | MED | Germán Mejía   | 59' |
| 17 | MED | Jonathan Paz   | 59' |
| 9  | DEL | Jorge Benguché | 77' |
| 13 | DEL | Brayan Moya    | 77' |
| 14 | MED | Boniek García  | 82' |

| 11 | DEL | Ángel Tejeda       | 56' |
| 10 | DEL | Mauro Ortiz        | 56' |
| 4  | MED | Carlos Mejía       | 67' |
| 9  | DEL | Eddie Hernández    | 67' |
| 16 | MED | Héctor Castellanos | 67' |

| 45+5' · 69' | José García Michaell Chirinos | 1:0 2:0 |

| 42' · 45+1' · 50' | J. Alvarez Y. Arboleda J. García |

| 33' · 35' · 35' · 36' · 39' | M. Santos W. Decas D. Maldonado C. Meléndez I. López |

| Principal  | Nelson Salgado    |
| Asistentes | Christian Ramírez |
|            | José Espinoza     |
| Cuarto     | Oscar Moncada     |
| Quinto     | Rafael García     |

|                             |
| Campeón Olimpia 35.° título |

## Estadísticas

### Máximos goleadores
| Jugador              | Equipo            | Goles | Part. | Prom. | Min. | Frec.  |
| -------------------- | ----------------- | ----- | ----- | ----- | ---- | ------ |
| Agustín Auzmendi     | Olancho           | 12    | 12    | 1     | 1112 | 92.67  |
| Clayvin Zúñiga       | Marathón          | 11    | 19    | 0.58  | 1470 | 133.64 |
| Alexy Vega           | Victoria          | 9     | 19    | 0.47  | 1525 | 169.44 |
| Ramiro Rocca         | Real España       | 7     | 15    | 0.47  | 838  | 119.71 |
| Michaell Chirinos    | Olimpia           | 7     | 17    | 0.41  | 1156 | 165.14 |
| Lucas Campana        | Marathón          | 7     | 19    | 0.37  | 1363 | 194.71 |
| Eddie Hernández      | Motagua           | 6     | 15    | 0.4   | 637  | 106.17 |
| Jerry Bengtson       | Olimpia           | 6     | 16    | 0.38  | 1048 | 174.67 |
| Ángel Tejeda         | Motagua           | 5     | 11    | 0.45  | 538  | 107.6  |
| Luis Hurtado         | Victoria          | 5     | 16    | 0.31  | 1066 | 213.2  |
| Geovany Martínez     | Honduras Progreso | 5     | 16    | 0.31  | 1067 | 213.4  |
| Christian Altamirano | Olancho           | 5     | 17    | 0.29  | 1246 | 249.2  |
| Johnny Leverón       | UPNFM             | 5     | 17    | 0.29  | 1483 | 296.6  |

### Máximos asistentes
| Jugador           | Equipo      | Asistencias | Part. | Prom. | Min. | Frec.  |
| ----------------- | ----------- | ----------- | ----- | ----- | ---- | ------ |
| Óscar Almendárez  | Olancho     | 4           | 16    | 0.25  | 1425 | 356.25 |
| Samuel Elvir      | UPNFM       | 4           | 17    | 0.24  | 1237 | 309.25 |
| Clayvin Zúñiga    | Marathón    | 4           | 18    | 0.22  | 1380 | 345    |
| Odín Ramos        | Marathón    | 3           | 11    | 0.27  | 405  | 135    |
| Infamara Camará   | Vida        | 3           | 13    | 0.23  | 485  | 161.67 |
| Josué Villafranca | Victoria    | 3           | 15    | 0.2   | 581  | 193.67 |
| Brayan Moya       | Olimpia     | 3           | 14    | 0.21  | 756  | 252    |
| Jonathan Núñez    | Motagua     | 3           | 14    | 0.21  | 1081 | 360.33 |
| Alexy Vega        | Victoria    | 3           | 19    | 0.38  | 1525 | 508.33 |
| Cristian Sacaza   | Vida        | 3           | 17    | 0.18  | 1419 | 473    |
| Henry Gómez       | Olancho     | 3           | 17    | 0.18  | 1441 | 480.33 |
| Yeison Mejía      | Real España | 3           | 20    | 0.15  | 1419 | 473    |

### Mejores porteros
| Jugador          | Equipo      | G.R. | Part. | G.P.  | Min. | Frec.  | V.I. | V.I.% |
| ---------------- | ----------- | ---- | ----- | ----- | ---- | ------ | ---- | ----- |
| Edrick Menjívar  | Olimpia     | 8    | 15    | 0.533 | 1350 | 168.75 | 8    | 53.3% |
| Luis López       | Real España | 14   | 13    | 1.077 | 1170 | 83.571 | 5    | 38.5% |
| Marlon Licona    | Motagua     | 14   | 13    | 1.077 | 1170 | 83.571 | 4    | 30.8% |
| Roberto López    | Vida        | 18   | 14    | 1.286 | 1260 | 70     | 5    | 35.7% |
| Rafael García    | Marathón    | 22   | 16    | 1.375 | 1440 | 90     | 6    | 37.5% |
| Matías Quinteros | Olancho     | 23   | 16    | 1.438 | 1440 | 90     | 3    | 18.8% |
| Harold Fonseca   | Victoria    | 23   | 16    | 1.438 | 1440 | 90     | 3    | 18.8% |

### Hat-tricks & Pókers
| Fecha      | Jugador          | Goles | Partido                               |
| ---------- | ---------------- | ----- | ------------------------------------- |
| 31/08/2022 | Geovany Martínez | 3     | Honduras Progreso 4 - 0 Real Sociedad |
| 19/10/2022 | Agustín Auzmendi | 3     | Olancho 7 - 0 Real Sociedad           |